# Упала симфизе препонске кости и околних мишића
Упала симфизе препонске кости и околних мишића (lat. osteitis pubis (ОП) је запаљењски процес пубичне регије. Како је први пут описан код пацијената који су били подвргнути супрапубичној операцији, остаје запамћена као добро позната компликација инвазивних процедура око карлице. Може се јавити и као запаљењски процес код спортиста.
Иако је тачна етиологија остеитиса пубиса непозната, највероватније је узрокована понављајућим микротраумама или силама смицања пубичне симфизе. Покрет сакроилијачног(СИ) зглоба има веома велики утицај на кретање око пубичне симфизе. Бат и сарадници су претпоставили да је остеитис пубис резултат повреде мишића адуктора кука или абдоминалне мускулатуре, који изазива мишићни спазам, који, потом, производи повећане силе смицања преко пубичне симфизе.
Пријављено је вишеструке појаве овог стања у вези са спортом. На пример, у студији о 502 играча Аустралијске фудбалске лиге (АФЛ), од којих је 161 задобио повреду кука или препоне током каријере у локалној лиги,  откривено је да су играчи који су имали такву повреду препона током свог боравка у лиги елитни јуниорски фудбалери, са скоро 4 пута већом шансом да пропусте утакмице због остеитиса пубиса него други играчи (као и 9,59 пута веће шансе да пропусте утакмице због лезије кука или лабралне лезије).

## Релевантна анатомија
Анатомија карличног појаса је прилично сложена. Карлица је у суштини прстен, и свака промена у анатомији или у силама примењеним на једну област прстена може довести до повећаног стреса и бола у другом. Ова једноставна чињеница олакшава разумевање зашто неслагање дужине ногу или дисфункција сакроилијакалног зглоба могу у великој мери променити силе смицања преко пубичне симфизе.
Поред тога, важно је разумети функције мишића који се везују за стидне рамије. Адуцторс кука ( грацилис, адуцтор лонгус, адуцтор бревис и адуцтор магнус) потичу од доњег пубичног рамуса.  Пектинеус и мишић ректус абдоминис, заједно са ингвиналним лигаментом, се убацују изнад, док се мишићи перонеалног пода убацују позади.

## Епидемиологија
Тачну учесталост упалу симфизе препонске кости и околних мишића тешко је проценити. У студијама сппроведеним у САД и Канади, ово стање је чинило 6,3% од 222 проучаване повреде од прекомерне употребе. У мањим студијама, инциденција упала симфизе препонске кости и околних мишића изгледа да је чак 5 пута чешћа код мушкараца него код жена. Студија која је спроведена у Европи објавила је да је 80% спортиста који су се пријавили на Клинику за спортску медицину у Малмеу, у Шведској, имало ово стање.
Демографија везана за узраст и пол
Иако упала симфизе препонске кости и околних мишића може захватити све старосне групе, ретко се сусреће у педијатријској популацији. Поремећај се најчешће јавља код мушкараца старости 30-50 година. Жене су чешће погођене у средњим (30-им) годинама.
У литератури се наводи да је упала симфизе препонске кости и околних мишића чешћа код мушкараца, Међутим, како жене све више воде активнији начин живота оне постају све више укључене у спортове као што је фудбал, тако да се релативне инциденције везане за пол све више мења.  

## Етиологија
Узроци упале симфизе препонске кости и околних мишића  су мултифакторски. Ово стање је обично узроковано абнормалном силом смицања преко пубичне симфизе, која, може сама бити узрокована неравнотежом мишића, слабом флексибилношћу и дисфункцијом сакроилијачног зглоба. Ове абнормалности карличне биомеханике—заједно са вишеструким понављањем отежавајућих покрета—проузрокују микротрауму пубичне симфизе, што доводи до упале и мишићног спазма.
Услови повезани са остеитисом пубиса укључују следећа стања:
- Трудноћа и порођај

- Гинеколошка хирургија

- Уролошка хирургија

- Атлетске активности (нпр. трчање, фудбал, рагби, хокеј на леду и тенис) [9]

- Велика траума

- Поновљена мања траума

- Реуматолошки поремећаји

У случају спортисте са температуром и остеомијелитисом, Стафилококус ауреус је најчешће присутан патоген. Такође су пријављени и Псеудомонас аеругиноса и Ешерихија коли.

## Патофизиологија
Сматра се да је  упала симфизе препонске кости и околних мишића резултат упале симфизе пубиса и карактерише га склероза и коштане промене симфизе пубиса.
Упала симфизе препонске кости и околних мишића је чешћи у спортовима који укључују трчање, ударање ногама или брзе бочне покрете. Спортови у којима учесници чешће развијају остеитис пубиса укључују следеће: 
- Фудбал подразумева много трчања и брзу промену правца.[14][15][16] Ови покрети могу довести до напрезања мишића адуктора, који мењају силе усмерене на карлицу током опоравка. Ударање је још један подстицајни покрет у фудбалу. Често, спортиста није добро избалансиран када поставља стопало за ударац, а ова неравнотежа ствара велики притисак на мишиће који га стабилизују за ударац. Овај напор се преводи у абнормалне силе преко пубичне симфизе.

- Спринт може довести не само до понављајуће микротрауме карлице, већ и до повлачења мишића, што је уобичајена последица брзог убрзања својственог спринту. Ово стање, заједно са вишеструким понављањима, може довести до кумулативног стреса на пубичној симфизи.

- Хокеј на леду има више фактора ризика, укључујући кретање клизања и контакт са другим играчима и оградом. Хокејаши на леду могу имати мање напрезање адуктора, али наставак игре и резултирајуће промене флексибилности доводе до абнормалних сила преко пубичне симфизе. Ово стање се често може погоршати брзим променама смера које су потребне у хокеју на леду.

- Амерички фудбал такође има више фактора који утичу на високу стопу повреда.[17]  Први је количина обављеног спринта. Други су чести насилни судари који најчешће доводе до лакших повреда, које многи спортисти могу да поднесу Одређени положаји (нпр секундарни дефанзивни) такође захтевају много померања уназад, са брзом отмицом једног кука како би се дефанзивцу омогућило да се окрене и трчи са пријемником. Овај покрет може довести до напрезања тетиве или адуктора, који мењају равнотежу мишића и силе које се примењују преко пубичне симфизе.

## Клиничка слика
Презентирајући симптоми остеитиса пубиса могу бити скоро свака притужба на препоне или доњи део трбуха.
Бол је генерално локализован преко симфизе и може зрачити у препоне, скротум, перинеум, медијални део бутине, кук или абдомен. Спортисти могу имати бол у адуктору или бол у доњем делу стомака који се затим локализује у пубичној области. Често је ово једнострано и присутно је неколико дана до недеља. Бол може бити наглог карактера или подмукао. Погоршава се са активностима као што су трчање, окретање на једној нози, ударање или одгуривање да би се променио смер, као и лежање на боку. Бол се може јавити приликом ходања, пењања уз степенице, кашљања или кихања.
Пацијент може осетити шкљоцање или пуцање када се диже из седећег положаја, преврће се у кревету или хода по неравном терену. Он или она могу пријавити слабост и потешкоће у покрету.
Посебан опрез је потребан ако се спортиста жали на грозницу, дрхтавицу или укоченост у комбинацији са стидним болом. Иако је остеомијелитис реткост код спортиста који нису били подвргнути операцији карлице, код ових пацијената се мора он искључити.

## Дијагноза
Упала симфизе препонске кости се може дијагностиковати рендгенским снимком, на коме су присутне неправилности и проширење пубичне симфизе (карактеристичан налаз). Слична промена је такође демонстрирана и на компјутеризованој томографији (ЦТ), али вишепланарна природа ЦТ-а има већу осетљивост од конвенционалне радиографије. 
Иако упала симфизе препонске кости није добро визуелизовано на ултразвуку (УЗ), задебљање горње зглобне капсуле са формирањем цисте је кључ за дијагнозу, као и секундарне промене (тендиноза) суседних аддукторских мишића - посебно адуктора лонгус и ректус абдоминиса. УЗ је такође користан за искључивање киле, која може да постоји заједно са остеитисом пубиса и захтева додатни третман.
И УЗ и ЦТ се могу користити за убризгавање кортикостероида у пубичну симфизу као део програма лечења спортиста.Магнетна резонанца комбинује дијагностичке предности ЦТ-а и ултразвука, и показује едем коштане сржи и има предности што не зависи од оператера (за разлику од УЗ), а не користи зрачење (као што су ЦТ и рендгенски снимци). Имајући ово у виду, МРИ је модалитет избора за евалуацију, дијагнозу и планирање лечења.

## Терапија
До недавно није постојао посебан терапија за упалу симфизе препонске кости и околних мишића. За лечење болова и упале симфизе препонске кости и околних мишића, често се прописују антиинфламаторни лекови, истезање и јачање стабилизујућих мишића. У Аргентини, Топол је проучавао употребу ињекција глукозе и лидокаина („пролотерапија“ или регенеративна ињекциона терапија) у покушају да поново покрену процес зарастања и генерише ново везивно ткиво код 72 спортиста са хроничним болом у препонама/абдомину који нису успели у испитивању конзервативног лечења. Третман се састојао од месечних ињекција у везама лигамената на пубису. Њихов бол је у просеку трајао 11 месеци, у распону од 3 до 60 месеци. Просечан број примљених третмана био је 3, у распону од 1-6. Њихов бол се побољшао за 82%. Шест спортиста није напредовало, а преосталих 66 се вратило неограниченом спорту у просеку за 3 месеца.
Хируршка интервенција – као што је клинаста ресекција симфизе пубиса – понекад се покушава у тешким случајевима, али њена стопа успеха није висока, а сама операција може довести до каснијих проблема са карлицом. Недавни напредак у области артроскопије кука увео је ендоскопску ресекцију пубичне симфизе која има потенцијално већи успех са мање компликација.
Аустралијска фудбалска лига је предузела неке кораке да смањи инциденцу пубичног остеитиса, посебно препоручивши клубовима да ограниче количину бодибилдинга коју млади играчи морају да изводе, и генерално смањеи физичке захтеве за играче пре него што њихова тела сазревају.

## Превенција
Упала симфизе препонске кости и околних мишића, ако се не лечи рано и правилно, често може утицати на превремени завршетак каријере појединих спорта или на неизвесну играчку будућност.

## Прогноза
Уз коначну дијагнозу и лечење, прогноза за упалу симфизе препонске кости и околних мишића  је одлична. Иако су ретки случајеви морталитета од захвата феморалне артерије пријављени у акушерској литератури, морбидитет се чешће примећује као последица бола и потешкоћа са кретањем.
У већини случајева, упала симфизе препонске кости и околних мишића  се решава мировањем. Просечно време до потпуног опоравка је 9,5 месеци код мушкараца и 7,0 месеци код жена. Неки извештаји сугеришу да опоравак може потрајати и до 32 месеца. 
Понављање упале симфизе препонске кости и околних мишића  је чешће код мушкараца. Агресивнија терапија је често потребна када спортиста одбија да модификује активности или одмор. Уз агресивну физикалну терапију и разумну употребу лекова, спортиста се често враћа на претходни ниво активности.